# Бродёр, Дени
Жозеф Жермен Станислав Дени Бродёр (фр. Joseph Germain Stanislaus Denis Brodeur; 12 октября 1930, Монреаль, Канада — 26 сентября 2013, там же) — канадский хоккейный вратарь, бронзовый призёр зимних Олимпийских игр в Кортина-д’Ампеццо (1956), отец знаменитого вратаря Мартина Бродёра.

## Спортивная и последующая карьера
С ранних лет обратил на себя внимание как на талантливого хоккейного вратаря, в составе клуба Kitchener-Waterloo Dutchmen Старшей национальной лиги провинции Онтарио выиграл Кубок Аллана (1955), поэтому в том же году принял участие в сборах клуба АХЛ в Кливленд Баронс, после чему ему был предложен профессиональный контракт. Он принял предложение, однако, поскольку решил участвовать в олимпийском турнире по хоккею на зимних Играх в Кортина-д’Ампеццо (1956), был исключен из числа профессиональных игроков. На олимпийском турнире, проведя четыре матча в составе сборной Канады, стал бронзовым призёром.
Продолжил выступления в составе клубов Buffalo Bisons (1957—1958) АХЛ и Charlotte Clippers (1958—1959) Восточной хоккейной лиги. Однако постепенно все больше времени посвящал фотографии, став одним из ведущих спортивных фотографов Канады. Являлся многолетним фотографом бейсбольного клуб Montréal Expos и хоккейного клуба НХЛ «Монреаль Канадиенс». Кроме того, был иллюстратором и фотографом ряда книжных изданий. В 1996 г. вышел сборник его фотографий: «Goalies — Guardians of the Net», представляющий собой коллекцию из более чем 500 черно-белых и цветных фотографий известных хоккейных голкиперов.
В 2006 году он продал своё собрание из более чем 110 000 фотографий Национальной хоккейной лиге.